# Synichotritia spinulosa
Synichotritia spinulosa är en kvalsterart som beskrevs av Walker 1965. Synichotritia spinulosa ingår i släktet Synichotritia och familjen Synichotritiidae. Inga underarter finns listade i Catalogue of Life.